# Notiolaphria
Notiolaphria is een vliegengeslacht uit de familie van de roofvliegen (Asilidae).

## Soorten
- N. africana Londt, 1977
- N. macra (Bigot, 1859)